# Огюст, Арсен
Арсен Огю́ст (фр. Arsène Auguste; 3 февраля 1951, Порт-о-Пренс — 20 марта 1993, Майами, Флорида) — гаитянский футболист, игравший на позиции защитника. Участник чемпионата мира 1974 года.

## Биография

### Клубная карьера
Огюст начал карьеру на родине в клубе «Расинг Аитьян». В 1975 году он уехал в США, где играл в течение 12 лет за четыре разных футбольных клуба. Огюст играл за «Нью-Джерси Брюэрс» (1975), «Тампу-Бэй Раудис» (1975—1980, 1986—1987), «Форт-Лодердейл Страйкерс» (1980—1981) и «Питтсбург Спирит» (1981—1982).
Завершил игровую карьеру в 1987 году в возрасте 36 лет.

### Карьера в сборной
В составе сборной Гаити принимал участие на чемпионате мира 1974 года, на котором сыграл в двух матчах группового этапа со сборными Италии (1:3) и Польши (0:7). Огюст играл за сборную в отборочных играх на чемпионат мира 1978 года и чемпионат мира 1982 года, но «гренадёры» на эти турниры не прошли отбор. Всего за сборную Гаити сыграл 17 матчей и забил 2 гола.

### Смерть
Скончался 20 марта 1993 года в Майами (штат Флорида) от сердечного приступа.